# Concaveplana furcata
Concaveplana furcata är en insektsart som beskrevs av Li och Chen 1999. Concaveplana furcata ingår i släktet Concaveplana och familjen dvärgstritar. Inga underarter finns listade i Catalogue of Life.